# Ostraceiro-das-canárias
O ostraceiro-das-canárias (Haematopus meadewaldoi) é uma espécie extinta de ave limícola que era endêmica das ilhas Canárias.